# 不显无心菜
不显无心菜（学名：Arenaria inconspicua）是石竹科无心菜属的植物，为中国的特有植物。分布在中国大陆的云南等地，生长于海拔3,600米至4,600米的地区，多生长于山坡草坡，目前尚未由人工引种栽培。

## 别名
不显蚤缀（拉汉种子植物名称）